# Мансур ад-Дін
Мансур ад-Дін (*араб. منصور اد الدين‎; д/н — 1424) — 2-й султан Адалу у 1422—1424 роках. Зазнав поразки у війні з ефіопським негусом, внаслідок чого держава потрапила в залежність від Ефіопії.

## Життєпис
Походив з династії Валашма. Син Са'ад ад-Діна II, султана Іфату. 1403 року після поразки батька у війні з Ефіопією та падіння столиці Сайла разом з братами втік до Ємену. Тут вони отримали прихисток, а потім військову допомогу від Ахмада ан-Насіра, еміра держави Расулідів.
1415 році спільно з братами висадився на узбережжі Адалу, де його брата Сабр ад-Діна було оголошено султаном. Після смерті останнього 1422 року стає новим володарем Адалу.
Продовжив війну з Ефіопією. Спочатку завдав поразки армії негуса Єшхака I в битві біля Єдая. Потім протягом двох місяців тримав ув облозі на горі Муха (Мукха або Моха) 30-тисячне ефіопське військо. Зрештою було почато перемовини, під час яких султан запропонував воякам прийняти іслам або повернутися додому, з яких близько 10 тис. прийняли іслам, а решта повернулися до Ефіопії.
У 1424 році у запеклій битві Мансур зазнав нищівної поразки, потрапивши в полон разом з братом Мухаммадом. Султанат Адал опинився під зверхністю Ефіопії, де негус поставив правителем Джамал ад-Діна II.